# Tocotukan
Tocotukan (Ramphastos toco) är en fågel i familjen tukaner inom ordningen hackspettartade fåglar.

## Utseende och läte
Tocotukanen är en stor och imponerande tukan med en mycket stor orangefärgad näbb med svart på spetsen och näbbroten. Kroppen är huvudsakligen svart med vitt på strupe och övergump, medan undergumpen är röd. De mörka ögonen omges av orange och blå bar hud. Lätet är ett vittljudande kväkande ljud, "wreh". I flykten hörs vingslagen väl.

## Utbredning och systematik
Tocotukan delas in i två underarter med följande utbredning:
- Ramphastos toco toco – förekommer i Guyanaregionen och nordöstra Brasilien; har nyligen registrerats också i sydöstra Peru
- Ramphastos toco albogularis – förekommer från östra och södra Brasilien till Paraguay, norra Bolivia och norra Argentina

## Status och hot
Arten har ett stort utbredningsområde, men tros minska i antal, dock inte tillräckligt kraftigt för att den ska betraktas som hotad. Internationella naturvårdsunionen IUCN listar arten som livskraftig (LC).

## Bilder

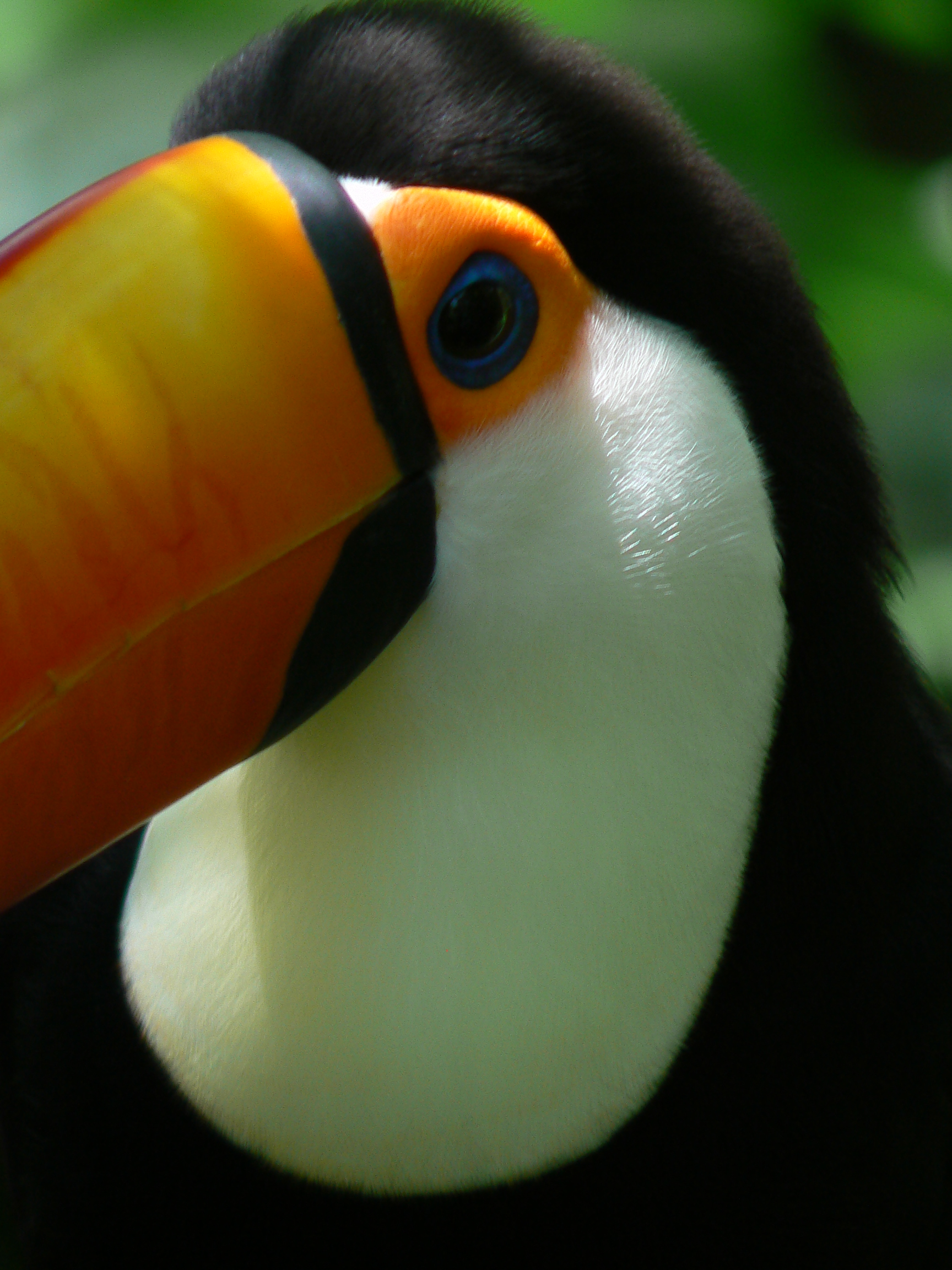
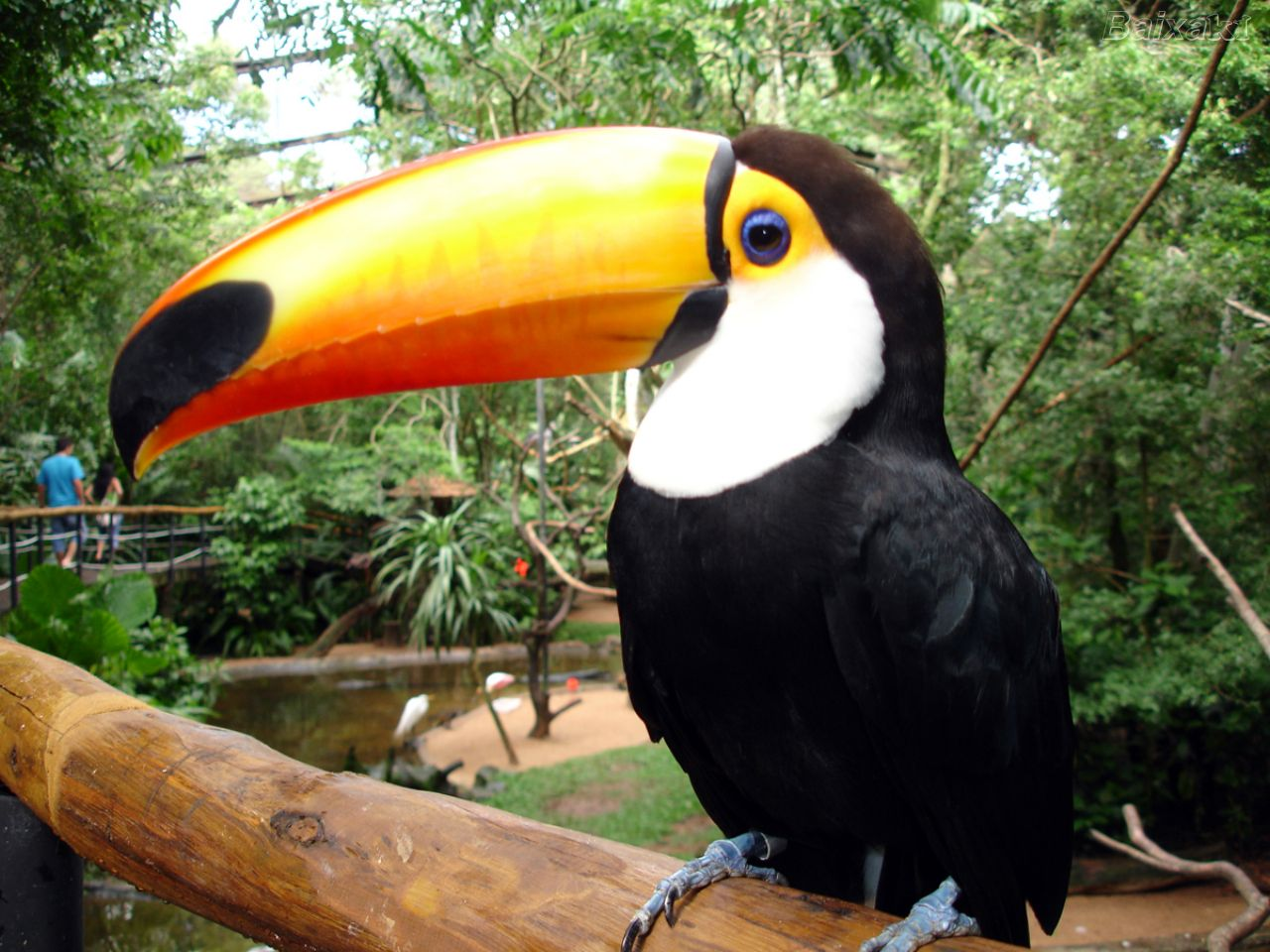
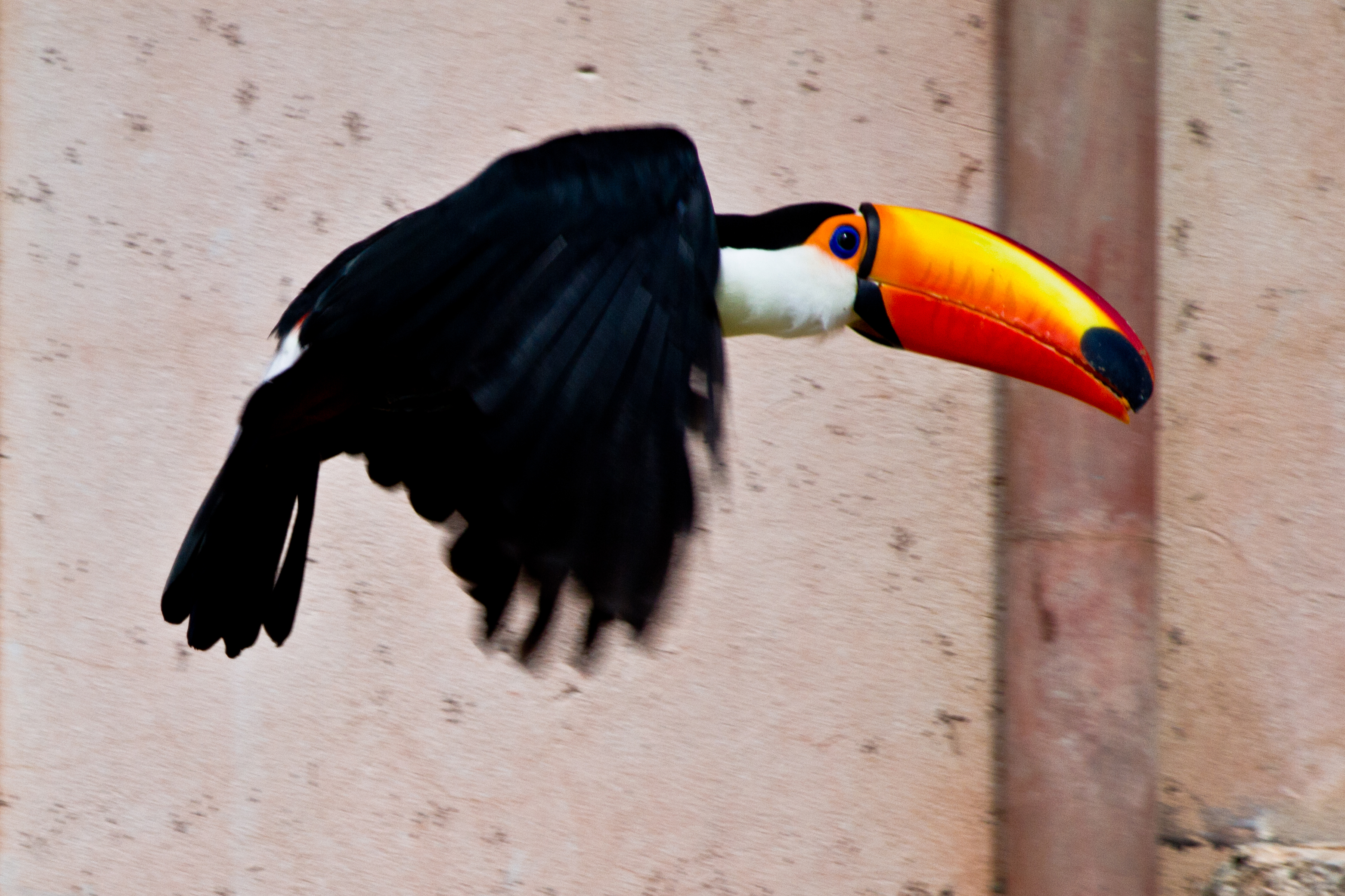
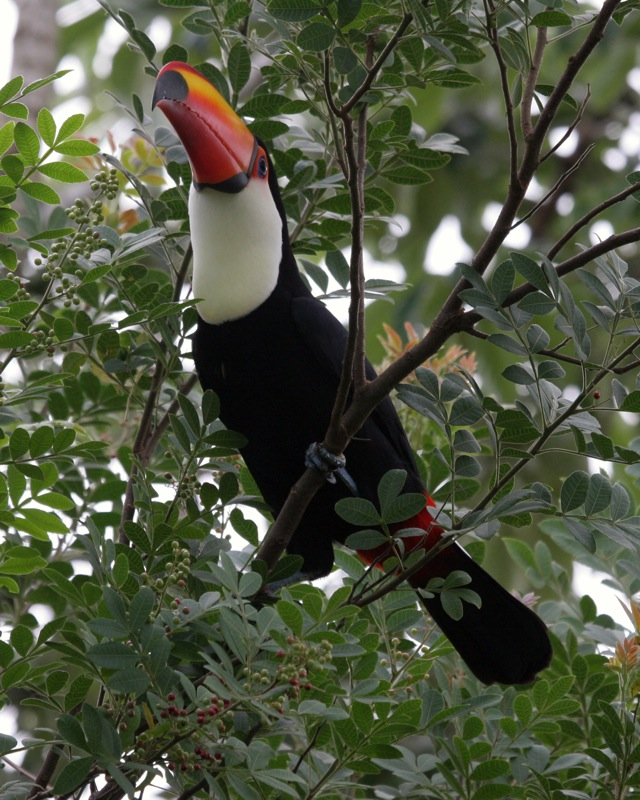
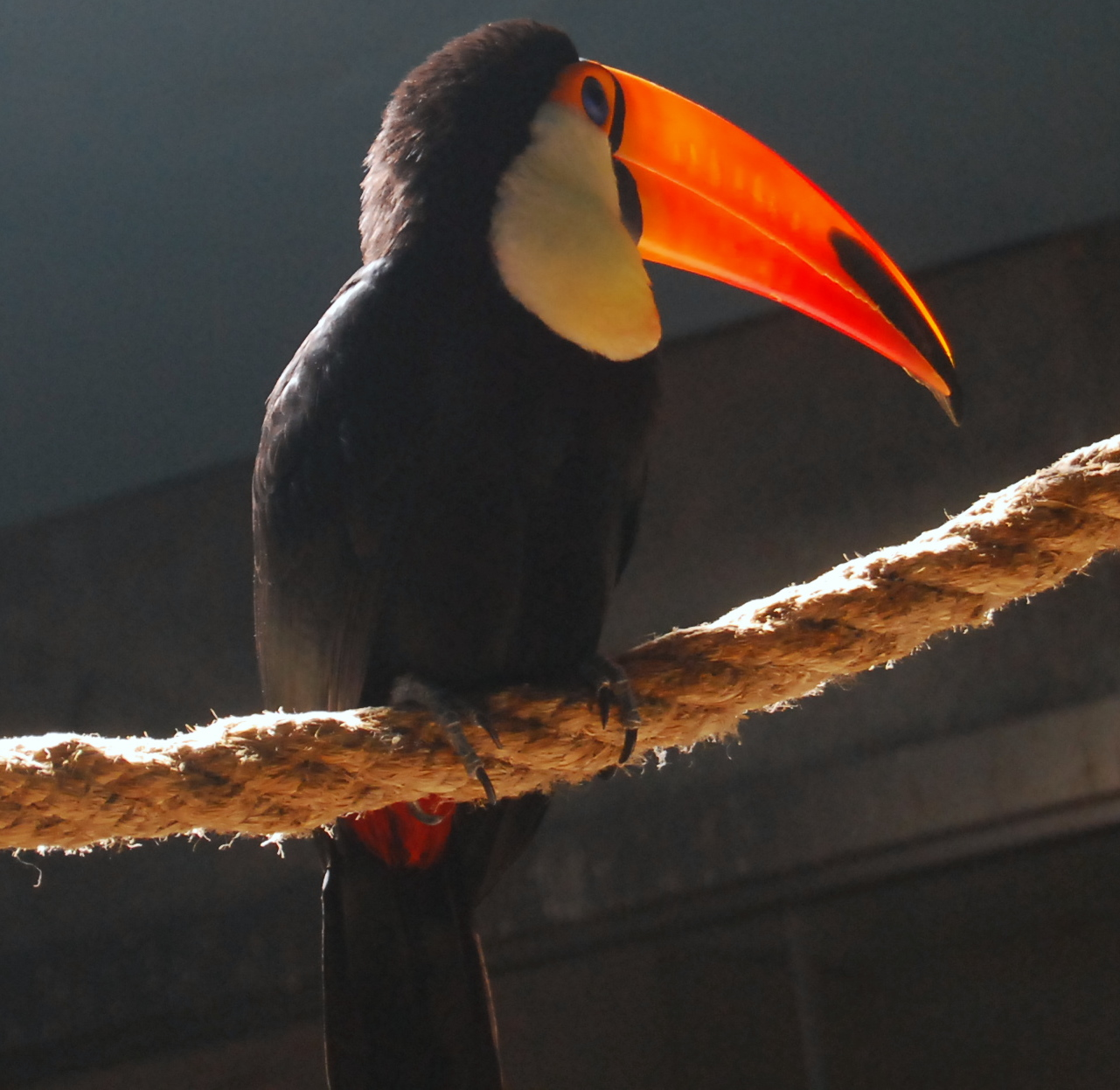
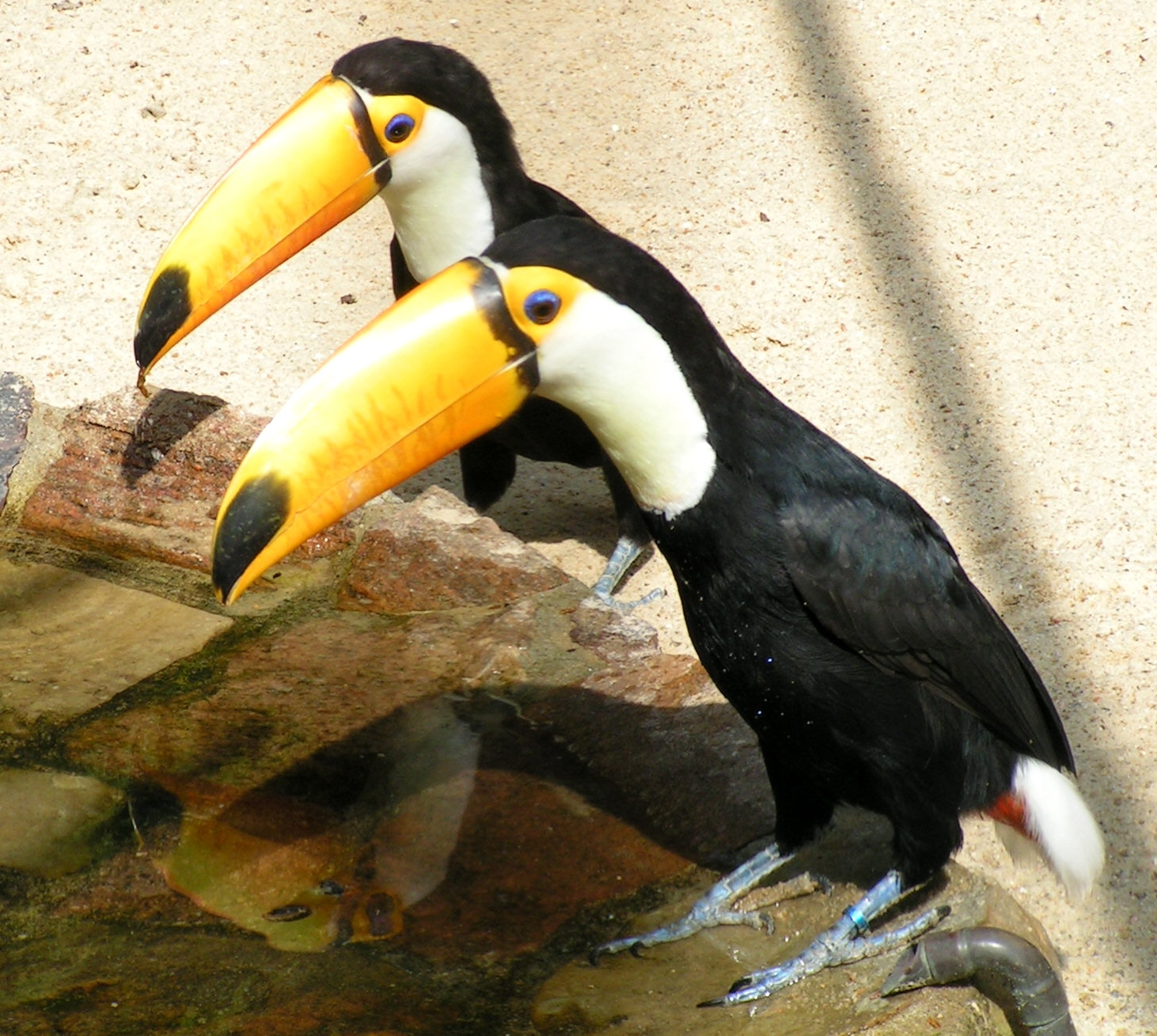